# اشتفان بلشر
اشتفان بلشر (آلمانی: Stefan Blöcher؛ زادهٔ ۲۵ فوریه ۱۹۶۰) بازیکن هاکی روی چمن اهل آلمان است.
وی در مسابقات کشوری و بین‌المللی در مجموع برندهٔ ۲ مدال نقره شده‌است.